# 深水路
深水路（Shenshui Rd.）是高雄市燕巢區的東西向重要幹道，本道路亦經深水社區東郊，屬台22線旗楠公路。起端於高師大路口銜接深中路，末端於深水路岔路續接牧場路往里嶺大橋至屏東縣里港鄉。為北高雄市、屏東縣兩地之間往來長途重要路段之一。

## 行經行政區域
- 燕巢區

## 沿線設施
（由西至東）
- 深水社區
- 燕巢碧雲寺
- 靜和醫院燕巢分院
- 高雄市政府社會局仁愛之家

## 公車資訊
- 高雄客運
  - 8023 高雄火車站－楠梓－旗山
  - 8029 高雄火車站－楠梓－旗山－甲仙－梅山口